# Synd skal sones
Synd skal sones är en dansk svartvit stumfilm (drama) från 1917. Filmen regisserades av Alexander Christian efter ett manus av Aage Barfoed. Filmen fotades av Hellwig F. Rimmen och hade dansk premiär den 5 juli 1917. Den producerades av Nordisk Films Kompagni och distribuerades av Fotorama.

## Rollista
- Thorleif Lund – Garzow, generaldirektör
- Johannes Ring – Barré, teknisk direktör
- Alf Blütecher – Philip, Garzows sonson, ingenjör
- Gunnar Sommerfeldt – Carlos, Philips vän, ingenjör
- Erna Schøyen – Adrienne Barré
- Philip Bech – Dr. Feining
- Anton de Verdier